# Rhampsinitus longipalpis
Rhampsinitus longipalpis is een hooiwagen uit de familie echte hooiwagens (Phalangiidae).